# ميلوتن سوسكيتش
ميلوتن سوسكيتش (بالصربية: Милутин Шошкић) ، من مواليد 31 ديسمبر 1937 ، لاعب كرة قدم يوغسلافي سابق.
لعب مع منتخب يوغسلافيا لكرة القدم.

## مسيرته الكروية
لعب ميلوتن سوسكيتش خلال مسيرته الاحترافية مع ناديين في ستة عشر موسمًا ولم يسجل خلالها أي هدف ضمن 234 مباراة. حيث فاز في موسمين بالكأس وفي أربعة مواسم بالدوري.
خاض ميلوتن سوسكيتش مسيرته مع نادي بارتيزان في موسم 1955–56 ليلعب معه أحد عشر موسمًا، مشاركًا في 169 مباراة ولم يسجل أي هدف. ثم انتقل إلى نادي كولن في موسم 1966–67 ليلعب معه خمسة مواسم، حيث شارك في 65 مباراة ولم يسجل أي هدف أيضًا.

## روابط خارجية
- ميلوتن سوسكيتش على موقع الاتحاد الدولي (مؤرشف)  (الإنجليزية)
- ميلوتن سوسكيتش على موقع قاعدة بيانات كرة القدم.إي يو (الإنجليزية)
- ميلوتن سوسكيتش على موقع بيانات كرة القدم. دي إي (الألمانية)
- ميلوتن سوسكيتش على موقع ناشيونال فوتبول تيمز (الإنجليزية)
- ميلوتن سوسكيتش على موقع عالم كرة القدم.نت (الإنجليزية)
- ميلوتن سوسكيتش على موقع أوليمبيديا (الإنجليزية)